# Cửa khẩu Nà Căng
Cửa khẩu Nà Căng là cửa khẩu tại vùng đất bản Nà Căng xã Tam Gia huyện Lộc Bình tỉnh Lạng Sơn, Việt Nam .
Cửa khẩu Nà Căng thông thương sang Cửa khẩu Vượng Anh (Wang Ying) ở thị trấn Ái Điểm huyện Ninh Minh tỉnh Quảng Tây, Trung Quốc 
Cửa khẩu hỗ trợ các hoạt động giao thương hàng hóa ở cửa khẩu chính, không dành cho người qua lại.